# Hypsoides ambriensis
Hypsoides ambriensis är en fjärilsart som beskrevs av Gustave Arthur Poujade 1903. Hypsoides ambriensis ingår i släktet Hypsoides och familjen tandspinnare. Inga underarter finns listade i Catalogue of Life.